# Plan 9 Records
La Plan 9 Records, originalmente conosciuta come Blank Records, è stata un'etichetta indipendente fondata nel 1977 dal cantante del gruppo musicale horror punk statunitense Misfits, Glenn Danzig. L'etichetta è stata chiusa nel 1995.

## Gruppi musicali sotto contratto con la Plan 9 Records
- Misfits
- The Victims
- Glenn Danzig
- Samhain

## Ordine cronologico delle pubblicazioni della Plan 9 Records
| Numero di catalogo | Artista      | Titolo                   | Data | Formato | Note                                                      |
| ------------------ | ------------ | ------------------------ | ---- | ------- | --------------------------------------------------------- |
| Blank 101          | Misfits      | Cough/Cool               | 1977 | singolo | Pubblicato quando l'etichetta aveva il nome Blank Records |
| PL1001             | Misfits      | Bullet                   | 1978 | EP      |                                                           |
| PL1005             | The Victims  | Victims                  | 1978 | EP      |                                                           |
| PL1009             | Misfits      | Horror Business          | 1979 | EP      |                                                           |
| PL1011             | Misfits      | Night of the Living Dead | 1979 | EP      |                                                           |
| PLP1               | Misfits      | Beware                   | 1980 | album   |                                                           |
| PL1013             | Misfits      | 3 Hits from Hell         | 1981 | EP      |                                                           |
| PL1015             | Glenn Danzig | Who Killed Marilyn?      | 1981 | singolo |                                                           |
| PL1017             | Misfits      | Halloween                | 1981 | singolo |                                                           |
| PL1019             | Misfits      | Evilive                  | 1982 | album   |                                                           |
| PL9-02             | Misfits      | Earth A.D./Wolfs Blood   | 1983 | album   |                                                           |
| PL9-03             | Misfits      | Die, Die My Darling      | 1984 | EP      |                                                           |
| PL9-04             | Samhain      | Initium                  | 1984 | album   |                                                           |
| PL9-05             | Samhain      | Unholy Passion EP        | 1985 | EP      |                                                           |
| PL9-06             | Misfits      | Legacy of Brutality      | 1985 | album   |                                                           |
| PL9-07             | Samhain      | November-Coming-Fire     | 1986 | album   |                                                           |
| PL9-09             | Misfits      | Collection I             | 1986 | album   |                                                           |
| PL9-10             | Samhain      | Final Descent            | 1990 | album   |                                                           |
| PL9-11             | Glenn Danzig | Black Aria               | 1992 | album   |                                                           |